# Tanuki

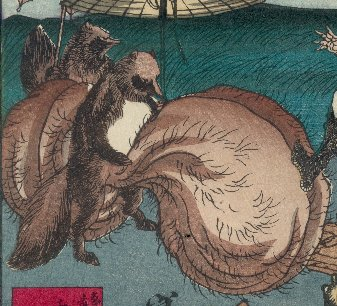
Tanuki con il tipico scroto ingigantito, in una stampa di Tsukioka Yoshitoshi

Il tanuki (狸? , katakana タヌキ) è una creatura del folklore giapponese, basata sul cane procione o nittereute (Nyctereutes procyonoides), un animale endemico dell'Estremo Oriente, specie il Giappone, dall'aspetto parecchio simile al procione, sebbene sia in realtà un canide imparentato strettamente con la volpe. I cani procione che si trovano in Giappone sono divisi in due sottospecie, N. p. viverrinus, il cane procione giapponese più comune, e N. p. albus, la varietà bianca che vive nell'Hokkaidō.

## Caratteristiche
I tanuki sono parte della mitologia del Giappone sin da tempi antichi; si ritiene che siano maliziosi e scherzosi, maestri del travestimento e mutaforma, ma in qualche modo ingenui e distratti.
L'attuale divertente immagine del tanuki si è probabilmente sviluppata durante l'epoca Kamakura. Il tanuki selvatico ha testicoli insolitamente grandi, caratteristica spesso esagerata nelle rappresentazioni artistiche della creatura; i tanuki sono talvolta rappresentati con i testicoli poggiati su una spalla come un sacco, o mentre li usano come tamburo. I tanuki sono inoltre generalmente rappresentati con una pancia molto grande; talvolta usano anche questa come tamburo, specialmente nei disegni dei bambini. Una filastrocca molto comune in Giappone fa esplicito riferimento alle sue caratteristiche più appariscenti: Tan Tan Tanuki no kintama wa / Kaze mo nai no ni / Bura bura bura ("Del Tan Tan Tanuki le palle stan / Seppure il vento soffiando non sta / Girando girando girando.")
Durante le epoche Kamakura e Muromachi, alcune storie cominciarono a parlare di tanuki più sinistri; la storia di Kachi-kachi Yama, compresa nell'Otogizōshi, parla di un tanuki che picchia a morte una vecchia e la serve a tavola al marito inconsapevole come "zuppa di vecchia". Altre storie parlano di tanuki come indifesi e produttivi membri della società. Diversi templi hanno storie di sacerdoti che erano in realtà tanuki travestiti. Secondo alcune tradizioni i tanuki sono incarnazioni degli oggetti usati per più di cento anni.
Una popolare storia conosciuta come Bunbuku Chagama narra invece di un tanuki che inganna un monaco trasformandosi in una teiera. Un'altra parla di un tanuki che inganna un cacciatore camuffando le sue braccia come ramoscelli, finché non allarga entrambe le braccia insieme e cade dall'albero. Si dice che i tanuki ingannino i mercanti con foglie camuffate da banconote. Alcune storie raccontano che le foglie facciano parte integrante del modo in cui il tanuki cambia aspetto.
In metallurgia, spesso si usava pelle di tanuki per raffinare l'oro. Di conseguenza, si cominciò ad associare i tanuki alle miniere e alla lavorazione dei metalli, e li si vendeva come decorazione e portafortuna per la prosperità.
Oggi statue di tanuki si possono trovare davanti a molti templi e ristoranti giapponesi; in queste spesso indossa un grande cappello a forma di cono e porta una bottiglia di sakè. Le statue di tanuki hanno sempre una grande pancia, mentre sculture moderne possono anche non avere i grandi testicoli: questi attributi esagerati sono simbolo di abbondanza e prosperità.

## Aspetti linguistici
Sebbene i tanuki siano importantissimi all'interno della tradizione giapponese, comparendo in parecchi proverbi e in altrettante storie e racconti, non sono stati però identificati da sempre con una qualche appellazione distintiva. In alcuni dialetti, infatti, tanuki e mujina (狢?) - quest'ultima identificabile pure in un'altra creatura mitologica - indicavano indiscriminatamente tanto il cane procione, quanto il tasso e animali simili. Ciò che è conosciuto come tanuki in una regione, ad esempio, potrebbe esserlo benissimo come mujina in un'altra: nel dialetto di Tokyo - forma standard della lingua giapponese da almeno la fine del periodo Edo -, tanuki si riferisce al cane procione e anaguma al tasso. Ci sono piatti giapponesi noti come tanuki-jiru, o "zuppa di tanuki", per preparare i quali si usa il cane procione o il tasso, l'ultimo più rinomato per il suo sapore.
Il kanji per tanuki, "狸", inizialmente (prima della riforma della lingua del 1947) era "貍", e si riferiva a tutti i mammiferi di media dimensione, soprattutto gatti selvatici; poiché i gatti selvatici vivono solo in poche regioni del Giappone (ad esempio Iriomote, nella prefettura di Okinawa), si crede che si sia cominciato a usare il kanji per "tanuki" a cominciare dall'epoca feudale. Storicamente, questo ha prodotto molta confusione e traduzioni errate.	
Attualmente, in cinese, il carattere 狸, che usa il "radicale canino" (犭), non è una parola di per sé ma compare in "volpe" (狐狸S, húlíP) e "zibetto" (香狸S, xiānglíP), mentre il carattere "貍", che usa il "radicale felino" (豸), non ha più uso corrente.

## Nella cultura di massa
- I primi cortometraggi d'animazione giapponesi avevano spesso nel cast dei personaggi magico-folclorici dei tanuki, come ad esempio in Oira no Yakyū (1931), Shōjōji no tanuki bayashi (1933), Shōjōji no Tanuki-bayashi Ban Danemon (1935).
- Nella novella di Tom Robbins, Villa Incognito, il protagonista è un tanuki; sia l'animale sia la creatura mitologica hanno una parte importante.
- Nel film di animazione Heisei tanuki gassen Ponpoko, i protagonisti sono dei tanuki che cercano di salvare la loro montagna dagli uomini che vogliono costruirvi una zona residenziale.
- Nella famosa saga videoludica di Mario, mediante la Superfoglia o un apposito costume il protagonista può diventare Mario Tanooki, acquisendo il potere di volare per pochi secondi e quello di pietrificarsi per qualche secondo ed essere quindi immune ai nemici.
- Nella serie videoludica di Animal Crossing, è presente un tanuki, Tom Nook, che gestisce il negozio principale della città. Nel gioco Animal Crossing: New Leaf appaiono i suoi due figli (o nipoti), anch'essi tanuki, di nome Marco e Mirco.
- Nella serie manga e anime Naruto il Bijuu (o cercoterio) monocoda Shukaku, sigillato dapprima dentro Gaara e poi in seguito liberato, è un tanuki. È anche noto col soprannome di "Demone Tasso" o "Reliquia della sabbia".
- Nel manga e anime One Piece, il personaggio di TonyTony Chopper viene a più riprese paragonato a un tanuki con le corna.
- Nel manga Inuyasha, è presente un personaggio che fa da servitore al monaco Miroku, che si chiama Hachi, e che è in grado di effettuare varie trasformazioni mettendosi una foglia sulla testa, e infatti si tratta proprio di un tanuki. Inoltre quando il protagonista incontra il demone volpe Shippo la prima volta gli chiede se egli sia un cucciolo di tanuki. Nel corso di tutta la serie i tanuki vengono citati in molte occasioni.
- Nella serie videoludica Touhou Project è presente un bake-danuki di nome Mamizou Futatsuiwa, basato particolarmente sul Danzaburou-danuki dell'isola di Sado.
- Nel manga The Rising of the Shield Hero il personaggio di Raphtalia è basato su un Tanuki.
- Nella serie anime Super Lovers uno dei protagonisti, Ren, diventa nella seconda stagione il proprietario di un cane procione, trovato per caso nel giardino del suo vicino. All'animale viene infatti dato il nome di Tanuki, ovvero cane procione.
- Nel manga Soul Eater, Kim si rivela essere una strega Tanuki della rigenerazione.
- Nella serie anime BNA: Brand New Animal la protagonista, Michiru Kagemori, si presenta nella sua forma di tanuki.
- Nel videogioco Monster Hunter Rise sono presenti delle creature chiamate Bombadgy il cui aspetto è basato su quello dei Tanuki.
- Nella serie anime Doraemon, nell'episodio 268 Problemi di cuore, Prociotta è una cagnolina tanuki mutaforma che si innamora di Doraemon.
- Nel manga Kemono Jihen il personaggio di Kohachi Inugami è un Tanuki in possesso di molti dei poteri attribuitigli dalla folkore (capacià di trasfigurare di oggetti, di muta forma, di rendere la propria pelle ferrosa, ecc.).